# Bo Börjesson
Bo Börjesson (* 1. Dezember 1949) ist ein ehemaliger schwedischer Fußballspieler. Der Mittelfeldspieler lief in 23 Spielen für die schwedische Nationalmannschaft auf und erzielte dabei fünf Tore.

## Werdegang
Börjesson begann mit dem Fußballspielen bei Gunnilse IS. 1971 verließ er den Klub in Richtung Örgryte IS. Zwei Jahre lief „Bosse“, so sein Spitzname für den Klub in der Allsvenskan auf. 1973 musste Börjesson aus beruflichen Gründen erneut den Klub wechseln und ging zu IFK Sundsvall in die zweitklassige Division 1. In der Spielzeit 1975 verhalf er der Mannschaft als Zweitliga-Torschützenkönig zum Aufstieg in die Allsvenskan.
Durch seine guten Leistungen für den Klub aus Medelpad in der Allsvenskan machte Börjesson Nationaltrainer Georg Ericson auf sich aufmerksam. Am 11. August 1976 debütierte er beim 6:0-Erfolg über die finnische Nationalmannschaft im Nationaljersey und konnte sich kurz vor Schluss mit dem Treffer zum Endstand in die Torschützenliste eintragen. In der Folge konnte er sich im Kader etablieren. Bis zum Herbst des folgenden Jahres wurde er regelmäßig berufen und half somit bei der Qualifikation zur Weltmeisterschaft 1978 mit. Zum Turnier wurde er nicht nominiert. In der Spielzeit 1980 erreichte er mit der Mannschaft den siebten Tabellenplatz – das beste Ergebnis des Klubs in der Vereinsgeschichte. Durch gute Leistungen kehrte er in die Nationalmannschaft zurück und kam hier bis zum Abstieg seines Vereins in die zweite Liga 1981 zum Einsatz.
Bis 1984 spielte Börjesson für IFK Sundsvall in der zweiten Liga. Als der Klub in die Drittklassigkeit abstieg, zog er zu Kubikenborgs IF weiter. Anschließend spielte er noch für Alnö IF und Stockviks IF.
Bei einer Umfrage zum besten Spieler Medelpads aller Zeiten Anfang 2008 wurde er an erste Stelle vor Anders Grönhagen und Tomas Brolin gewählt.